# جاستین روزنشتاین
جاستین روزنشتاین (انگلیسی: Justin Rosenstein؛ زادهٔ ۱۳ مهٔ ۱۹۸۳) برنامه‌نویس و کارآفرین اهل ایالات متحده آمریکا است، که در سال ۲۰۰۸ شرکت آسانا کو را تأسیس کرد. از فیلم‌هایی که وی در آن نقش داشته‌است می‌توان به معضل اجتماعی اشاره کرد.